# Jupiter (バンド)
ジュピター（Jupiter）は、日本のヴィジュアル系パワーメタルバンド。キャッチコピーは、「究極のV系メタルバンド」、「美しい旋律を贈り届けるメタルバンド」。

## 音楽性
ヴィジュアル系メタルバンドVersaillesから派生する形で誕生したJupiterは、激しさと美しさが同居したゴージャスでドラマティックな楽曲を得意とする。メロディック・スピード・メタルを軸にしつつ、エクストリーム・メタル的なコアな楽曲やV系特有の爽やかさやキャッチーさを持ったナンバー等、幅の広い音楽性を持つ。ボーカルがZINからKUZEに交代してからはハイトーンを活かした曲作りに変化し、メタルバンドとしてのアイデンティティを強く打ち出している。

## 概説
- 2013年4月1日　2012年に活動を休止したVersaillesの楽器隊メンバー4人が、ボーカルのZINを加える形で新バンド結成を発表。また、同時にメジャーからのデビューシングルのリリースも発表[7]。
- 2013年7月24日　デビューシングル『BLESSING OF THE FUTURE』リリース。
- 2013年8月28日　1stアルバム『CLASSICAL ELEMENT』リリース。
- 2013年8月29日　恵比寿LIQUIDROOMにて結成記念イベント「The Wishing Ceremony」を開催。摩天楼オペラ、12012、Art Cube、NOCTURNAL BLOODLUST 、MEJIBRAYと共演。[8]
- 2013年9月26日　赤坂ブリッツにてファーストワンマンライブ開催。
- 2014年2月　ヨーロッパ3ヶ国にてツアーを実施。
- 2014年5月24日　メタルフェス「LOUD & METAL ATTACK」に日本代表バンドとして出演[9]。
- 2015年1月7日　2ndアルバム『THE HISTORY OF GENESIS』リリース。
- 2015年1月19日　新宿ReNYにて「The Wishing Ceremony Vol.2」を開催。摩天楼オペラ、NOCTURNAL BLOODLUST 、MEJIBRAYと共演。[10]
- 2015年8月14日　新宿ReNYにて「The Wishing Ceremony Vol.3」を開催。GALNERYUS、SEX MACHINEGUNS、GYZE、Gargoyleと共演。[11]
- 「新チューボーですよ！」の2015年1月-3月のエンディングテーマ曲に『Shining』が決定。[12]
- 2015年9月10日、9月11日　ドラゴンフォースの赤坂BLITZ 2Daysにオープニングアクトとして出演。[13]
- 2015年11月19日　2016年4月29日の新宿ReNY公演をもって、ベーシストのMASASHI、ドラマーのYUKIが脱退することを発表。[14]
- 2016年4月29日　新宿ReNYにて行われた「Jupiter Tour ～CREATED EQUAL～Tour Final “BLESSING OF THE FUTURE”」をもって、MASASHI、YUKIが脱退。
- 2016年9月1日　サポートメンバーにドラマーのDAISUKE、ベーシストのSHOYOを迎え活動を再開。
- 2017年4月13日　ベースにRUCY、ドラムにサポートメンバーのDAISUKEが正式メンバーとして加入することを発表。
- 2017年5月10日　新体制初となるミニアルバム『TEARS OF THE SUN』をリリース。
- 2017年8月11日　目黒鹿鳴館で行われた摩天楼オペラ主催「鋼鉄祭2017 〜Legend of Steeler〜」にSCARS OF MOMENT[15]と共に出演。[16]
- 2017年9月25日　2018年2月3日の目黒鹿鳴館公演をもって、ボーカルのZINが脱退することを発表。[17]
- 2017年10月9日　新宿BLAZEにて「The Wishing Ceremony Vol.4」を開催。GALNERYUS、摩天楼オペラ、Silex[18]、CROSS VEIN、Unlucky Morpheusと共演。[19]
- 2018年2月3日　目黒鹿鳴館で行われた「Ascension To Heaven」公演をもって、ZINが脱退。
- 2018年7月2日　後任のボーカルとして、元Concerto MoonのKUZEの加入を発表。[20]
- 2019年1月3日　2019年1月公演一杯でRUCYが脱退することを発表。[21]
- 2019年1月21日　淡路島での藤岡幹大追悼LIVEをもって、RUCYが脱退。
- 2019年4月3日　3rdアルバム『Zeus ～Legends Never Die～』リリース。
- 2024年8月31日　復活ライブ、Jupiter LIVE「Reunion」の情報が解禁。2025年1月10日(金) 初台The DOORSにて行われる予定。
- 2024年12月1日　新ベーシストとしてCEROの加入を発表[22]。

## メンバー
- Vocal：KUZE (2018年 ～ 現在)  1980年6月20日生まれ。長崎県出身。A型。  本名は久世敦史。  2011〜2018年にかけてConcerto MoonのVoを務めた他、自身が結成したSCREAMING SYMPHONY[23]にて活動中。  Concerto Moonの島紀史曰く、予てよりヴィジュアル系への転向を模索していた[3]。
- Guitar：HIZAKI (2013年 ～ 現在)  Jupiterのリーダー兼コンポーザー。  Versaillesの他、自身のソロプロジェクトでも活動中。その他の情報はVersaillesの項を参照。
- Guitar：TERU (2013年 ～ 現在)  Versaillesのメンバーで元藍華柳。  デザイナーとしても活動しており、VersaillesやJupiter、IMPELLITTERI等のアートワークを多数手掛けている[24]。  その他の情報はVersaillesの項を参照
- Drums：DAISUKE (2017年 ～ 現在)  1月8日生まれ。沖縄県出身。O型。  ロックバンドROACHの元メンバー。X Japan公認のコピーバンドX SUGINAMIの他、DJとしても活動中。
- Bass：CERO (2024年 ～ 現在)  12月1日生まれ。 群馬県 出身。AB型。 凛「第二章」のギタリストを務めていた他、縁(えにし)としても活動中。普段はギタリストとして活動しているが、Jupiterにはベーシストとして加入した。

## 旧メンバー
- Bass：MASASHI (2013年 ～ 2016年)
- Drums：YUKI (2013年 ～ 2016年) MASASHI、YUKIについては、Versaillesの項を参照。
- Vocal：ZIN (2013年 ～ 2018年)  9月1日生まれ。神奈川県横浜市出身。  脱退後はソロを中心に活動中。
- Bass：RUCY (2017年 ～ 2019年)  12月4日生まれ。千葉県出身。

## サポートメンバー
- Bass：SHOYO (ex.Cross Vein) (2016年 ～ 2017年、2019年〜現在)
- Bass：Yu-ri (Serenity In Murder) (2019年)
- Drums：DAISUKE (ex.ROACH) (2016年 ～ 2017年)

## 作品

### シングル
1. BLESSING OF THE FUTURE (2013年7月24日)
2. LAST MOMENT (2014年3月12日)
3. ARCADIA (2014年9月13日)
4. 氷の中の少女 (2014年10月26日)
5. TOPAZ (2015年8月26日）
6. The spirit within me (2016年12月29日)
7. Theory of Evolution (2018年8月8日)
8. Warrior of Liberation (2020年4月8日)
9. Breath of Heaven (2022年6月8日)

### ミニアルバム
1. TEARS OF THE SUN (2017年5月10日)

### アルバム
1. CLASSICAL ELEMENT (2013年8月28日)
2. THE HISTORY OF GENESIS (2015年1月7日)
3. THE HISTORY OF GENESIS -Instrumental ver- (2015年4月29日)
4. Zeus ～Legends Never Die～ (2019年4月3日)

### DVD
1. Prevenient Grace (2015年12月27日)
2. ANGE GARDIEN (2016年3月14日)
3. BLESSING OF THE FUTURE (2016年7月27日)
4. Wind of Evolution (2018年10月10日)
5. Zeus Tour (2019年8月1日)
6. THE FORCES (2021年12月22日)

### Digital Release
1. Scenario -LIVE from BLESSING OF THE FUTURE- (2016年7月24日)